# Black Is Black
Black Is Black är en låt som lanserades av den spanska popgruppen Los Bravos 1966. Låten blev en stor framgång både i Europa och Nordamerika, och den första internationella hitsingeln för en spansk popgrupp.
Johnny Hallyday spelade samma år in en version på franska, "Noir c'est noir" och denna toppade den franska singellistan i sju veckor. 1976 spelades en cover av "Black Is Black" in av Cerrone på discoalbumet Love in C Minor. Även Rick Springfield har gjort en cover av låten på albumet Success Hasn't Spoiled Me Yet 1982.

## Listplaceringar
| Lista (1966)   | Position                              |
| -------------- | ------------------------------------- |
| Australien     | 3 (Go Set)                            |
| Danmark        | 4 (DR "Top 20")                       |
| Finland        | 18                                    |
| Flandern       | 4                                     |
| Frankrike      | 4                                     |
| Kanada         | 1 (RPM)                               |
| Nederländerna  | 3                                     |
| Nya Zeeland    | 10 (NZ Listner)                       |
| Spanien        | 1                                     |
| Storbritannien | 2                                     |
| Sverige        | - (Testad på Tio i topp, ej inröstad) |
| USA            | 4 (Billboard Hot 100)                 |
| Vallonien      | 3                                     |
| Västtyskland   | 4                                     |
| Österrike      | 3                                     |